# 7150 McKellar
7150 McKellar è un asteroide della fascia principale. Scoperto nel 1929, presenta un'orbita caratterizzata da un semiasse maggiore pari a 2,4209148 UA e da un'eccentricità di 0,1850235, inclinata di 3,36396° rispetto all'eclittica.
L'asteroide è dedicato all'astronomo canadese Andrew McKellar che nel 1941 stimò in circa 2,4 K la temperatura del mezzo interstellare misurando lo spettro dei doppietti CN. La scoperta della radiazione cosmica di fondo ha successivamente portato a fissare tale temperatura a circa 2,7 K.